# Calcarele de la Boiu de Sus
Calcarele de la Boiu de Sus este o rezervație naturală de tip mixt situată în partea de nord-vest a județului Hunedoara. Declarată în 1995, aria protejată are o suprafață de 50 ha. Se suprapune peste o zonă calcaroasă, localizată în Munții Metaliferi, nu departe de defileul Mureșului. Pe teritoriul rezervației se găsesc 27 de peșteri, iar printre elementele de faună ocrotite se află liliecii, vegetația termofilă precum și o serie de reptile specifice zonei submediteraneene.